# Entraygues-sur-Truyère
Entraygues-sur-Truyère is een gemeente in het Franse departement Aveyron in de regio Occitanie en maakt deel uit van het arrondissement Rodez. De gemeente telde 970 inwoners op 1 januari 2022.

## Geschiedenis
Entraygues-sur-Truyère was de hoofdplaats van het gelijknamige kanton tot het op 22 maart 2015 werd opgeheven en de gemeenten werden opgenomen in het kanton Lot et Truyère.

## Geografie
De oppervlakte van Entraygues-sur-Truyère bedraagt 30,15 vierkante kilometer; Op 1 januari 2022 was de bevolkingsdichtheid 32,2 inwoners per km².

De onderstaande kaart toont de ligging van Entraygues-sur-Truyère met de belangrijkste infrastructuur en aangrenzende gemeenten.

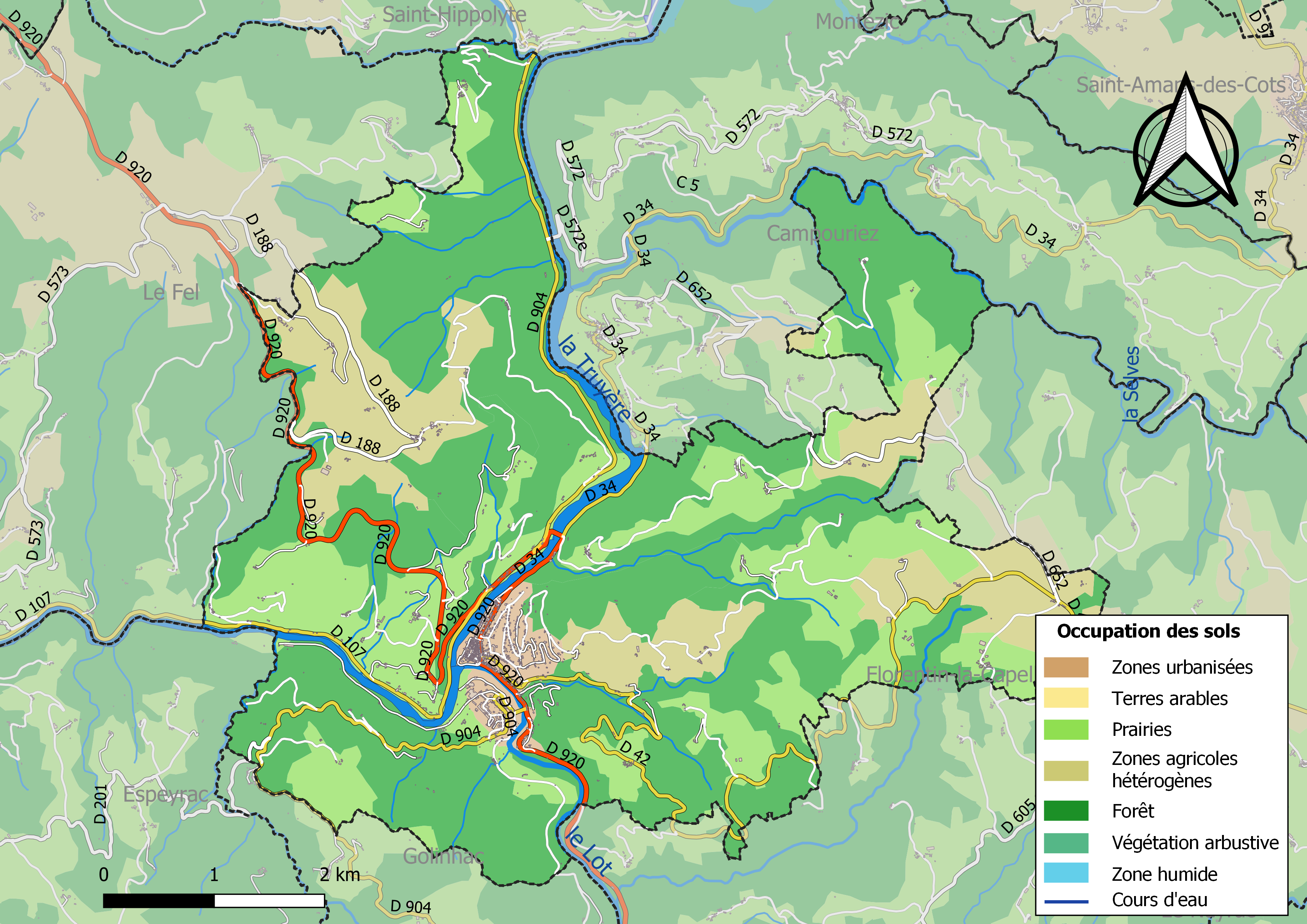

## Demografie
Onderstaande figuur toont het verloop van het inwonertal.
Vanwege een beveiligingsprobleem met de MediaWiki Graph-software is het momenteel niet mogelijk deze grafiek weer te geven. Zodra de software is bijgewerkt zal de grafiek vanzelf weer zichtbaar worden.
Bessuéjouls · Campuac · Le Cayrol · Coubisou · Entraygues-sur-Truyère · Espalion · Espeyrac · Estaing · Le Fel · Golinhac · Le Nayrac · Saint-Hippolyte · Sébrazac · Villecomtal